# جيري هاينس
جيري هاينس (بالإنجليزية: Jerry Haynes) (و. 1927 – 2011 م) هو ممثل، ومذيع، وممثل تلفزيوني من الولايات المتحدة الأمريكية ولد في دالاس، تكساس.

## روابط خارجية
- جيري هاينس على موقع IMDb (الإنجليزية)
- جيري هاينس على موقع ألو سيني (الفرنسية)
- جيري هاينس على موقع أول موفي (الإنجليزية)
- جيري هاينس على موقع قاعدة بيانات الأفلام السويدية (السويدية)
- جيري هاينس على موقع قاعدة بيانات الفيلم (الإنجليزية)
- جيري هاينس على موقع كينوبويسك (الروسية)